# Der Deutsche Wegleiter für Paris
Der Deutsche Wegleiter für Paris (tj. Německý průvodce Paříží) byl časopis-čtrnáctideník, který vycházel pro jednotky Wehrmachtu v okupované Paříži během druhé světové války.

## Historie
Jeho první číslo vyšlo 15. července 1940, měsíc po obsazení města. Byl vydáván pod kontrolou pařížské komandatury a zpočátku měl 16 stran. Sídlo novin bylo na adrese 92, Avenue des Champs-Élysées. Časopis poskytoval německým vojákům informace o možných volnočasových aktivitách ve francouzské metropoli: výstavy v muzeích, recenze kabaretů, divadelních her nebo filmů promítaných v pařížských kinech, ale také různé sportovní události nebo restaurace a obchody, zejména ty, kde byli Němci dobře přijímáni. Poskytoval také praktické rady pro cestování po Paříži (s mapou metra v každém čísle), několik frází pro cestování ve francouzštině, základní poznatky pro „porozumění Francouzům“ a také některé základní historické pojmy. Časopis měl rubriku pro dopisy čtenářů, kteří dávali tipy na dobrá místa, sdíleli své špatné zkušenosti nebo popisovali své historky. Postupně se časopis rozšířil až na sto stran včetně reklam na pařížské obchody nebo francouzské výrobce. Celkem vyšla 102 čísla, poslední 26. srpna 1944, v den osvobození Paříže.